# Aman Andom
Aman Mikael Andom (Tsazega, 21 de juny de 1924 - Addis Abeba, 23 de novembre de 1974) fou un militar etíop (eritreu de naixement) i el primer cap d'Estat postimperial d'Etiòpia des del 12 de setembre al 17 de novembre de 1974).

## Biografia
Era un eritreu originalment del poble de Tse'azega a la província d'Hamassien a Eritrea. Fou designat per aquesta posició després del cop d'estat contra l'Emperador Haile Selassie el 12 de setembre de 1974, i va servir en el càrrec fins a la seva mort en un intercanvi de trets amb els seus anteriors partidaris. El seu títol oficial era el de President del Consell Administratiu Militar Provisional (més conegut com el Derg), i ocupava la posició de cap d'Estat en condició de suplent doncs el règim militar havia proclamat oficialment al príncep `hereu Asfaw Wossen com "negus designat" (un acte que seria més tard rescindit pel Derg, i que mai no fou acceptat pel príncep com un acte legítim).
Com a comandant de la Tercera Divisió, el general Aman Andom havia combatut anys enrere les intrusions de l'exèrcit somali a la frontera oriental amb un zel i èxit pel qual se'l coneixia com el "Lleó del Desèrt". Tanmateix, el 1964 l'Emperador va cessar a Aman Andom General quan aquest va atacar territori de Somàlia en violació d'una ordre de l'emperador, i Andom va ser enviat al Senat etiòpic en un "exili polític". Hi ha una certa evidència que indica que va tenir els primers contactes amb oficials de la junta el febrer i març de 1974, però abans del juliol fou nomenat cap d'estat major de la junta militar. El 23 de setembre de 1974 membres de la junta treien l'emperador del seu palau i el conduïen a la presó a la seu de la Quarta Divisió, on aquest grup el nomenava el seu president i president d'Etiòpia. Alhora, aquest grup de soldats assumien el nom de "Consell Administratiu Militar Provisional", més conegut com el Derg.
Des del primer dia de la seva presidència, Ottaways observa que "el general es trobava enfrontat amb una majoria dels membres del Derg sobre la majoria dels assumptes essencials, incloent-hi si era 'president' del cos militar que governava o simplement 'el seu portaveu'. Aman Andom va combatre a la majoria del Derg sobre tres assumptes centrals: la mesura del Derg, que pensava que era massa gran i pesant; la política a adoptar enfront del Front d'Alliberament d'Eritrea (ELF); i sobre el càstig als nombrosos aristòcrates i anteriors oficials governamentals ara en custòdia del Derg. La seva negativa a aprovar l'execució d'anteriors alts funcionaris, incloent-hi dos anteriors primers ministres i uns quants membres de la família reial o parents d'aquesta, posava les seves relacions amb la majoria del Derg en una posició especialment conflictiva.
Com a eritreu, el general es trobava enfrontat feroçment a la majoria del Derg. Volia negociar un arranjament pacífic; els seus adversaris esperaven aixafar l'ELF per la força militar. Aman va fer dues visites personals a Eritrea -- la primera el 25 d'agost fins al 6 de setembre, i la segona el novembre, fent alguns discursos en els que deia que el final del règim imperial era també el final de les antigues pràctiques contra Eritrea, i que un govern dedicat a la unió nacional i el progrés tornaria la pau i la prosperitat a Eritrea, i finalment que començaria investigacions pel que fa a delictes que l'exèrcit havia comès sobre eritreus i castigaria els culpables.
No obstant el Derg havia començat al mateix temps la tasca d'eliminar adversaris dins dels militars. Les tres unitats més significatives eren el Kebur Zabangna (Guàrdia Imperial), la Força Aèria, i el Cos d'Enginyers; dels tres, els més recalcitrants eren els enginyers. Així 7 d'octubre els soldats lleials al Derg assaltaven el camp dels enginyers, matant-ne cinc, ferint-ne uns quants i retenint la resta. Com Bahru Zewde observa, "Amb allò, la il·lusió que la revolució romandria sense sang es va enfonsar.".
El general Andom responia amb una campanya personal buscant suport fora del Derg, entre la resta de l'exèrcit i el país on era popular. El 15 de novembre enviava un missatge a totes les unitats militars que era altament crític amb el Derg. Durant una assemblea general del Derg dos dies més tard, Mengistu Haile Mariam demanava que 5.000 homes fossin enviats a Eritrea i l'execució de sis oficials imperials; Aman Andom va rebutjar i va renunciar als seus càrrecs oficials retirant-se a la seva casa on secretament enviava apel·lacions als seus seguidors, especialment els de la Tercera Divisió. Però Mengistu va aconseguir interceptar aquestes apel·lacions.
Aman Andom moria en una batalla amb tropes enviades a casa seva per arrestar-lo. La causa real de la seva mort roman confusa, no se sap si va morir o es va suïcidar. Aquella mateixa nit, els presos polítics que el Derg havia marcat per a l'execució foren portas des de la presó Menelik, on havien estat fins aleshores, cap a la Presó Central Akaki, on foren executats sent enterrats en una fossa comuna." Sembla que el general havia sobreviscut a la seva utilitat", conclou Bahru Zewde, "i s'estava convertint de fet en un obstacle a l'exercici del poder pel Derg.".